# Ectrepesthoneura laffooni
Ectrepesthoneura laffooni är en tvåvingeart som beskrevs av Chandler 1980. Ectrepesthoneura laffooni ingår i släktet Ectrepesthoneura och familjen svampmyggor.
Artens utbredningsområde är New York. Inga underarter finns listade i Catalogue of Life.